# Refractaris (ciència planetària)
Els Refractaris en ciència planetària, es qualsevol material amb una temperatura de condensació d'equilibri és anomenat refractari. En contrast amb els refractaris, els elements i compostos amb baixos punts d'ebullició són coneguts com a substàncies volàtils.
El grup refractari inclou elements i compostos com metalls i silicas (comunament anomenats roques) que constitueixen el gruix de la massa de planetes terrestres i asteroides del cinturó intern. Una fracció de la massa d'altres tipus d'asteroides, planetes gegants, les seves llunes i objectes transneptunians també està feta de materials refractaris.